# Bikramganj
Bikramganj är en ort i Indien.   Den ligger i distriktet Rohtās och delstaten Bihar, i den nordöstra delen av landet, 800 km sydost om huvudstaden New Delhi. Bikramganj ligger 93 meter över havet och antalet invånare är 42 626.
Terrängen runt Bikramganj är mycket platt. Runt Bikramganj är det mycket tätbefolkat, med 1 018 invånare per kvadratkilometer. Bikramganj är det största samhället i trakten. Trakten runt Bikramganj består till största delen av jordbruksmark.